# Birger Sandberg
Axel Birger "Farsan" Sandberg, född 19 december 1918 i Adolf Fredriks församling, Stockholm, död 26 juni 1998 i samma församling, var en svensk fotbollsspelare, ledare och tränare. Han var ledare inom Djurgårdens IF men också inte minst på nationell nivå. Han tränade Djurgårdens A-lag tillsammans med Knut Hallberg 1959. Sandberg var styrelseledamot i Svenska Fotbollförbundet 1955–1986.
Birger Sandberg är gravsatt på Norra begravningsplatsen, Stockholm.